# Brett Guthrie

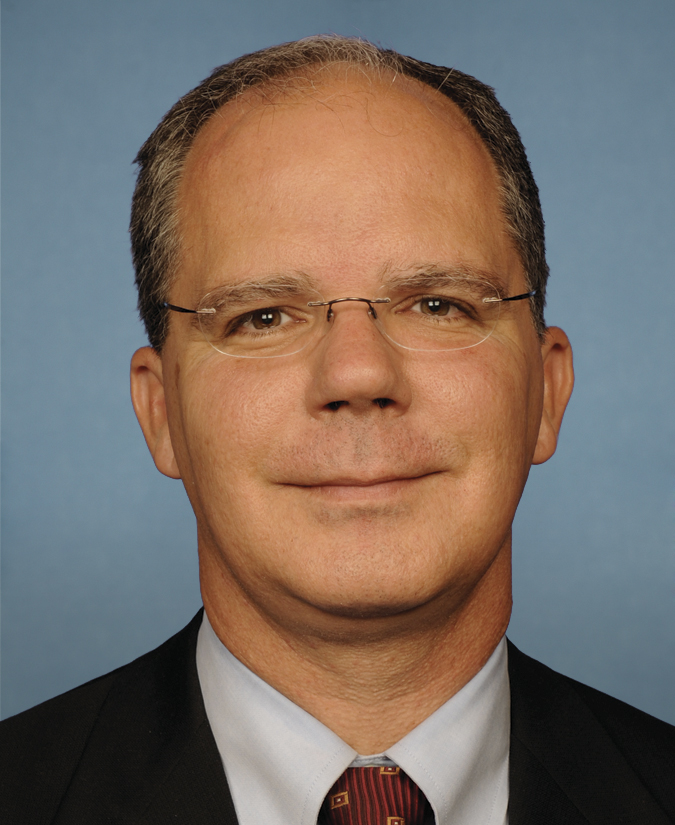
Brett Guthrie (2011)

Steven Brett Guthrie (* 18. Februar 1964 in Florence, Alabama) ist ein US-amerikanischer Politiker. Seit 2009 vertritt er den Bundesstaat Kentucky im US-Repräsentantenhaus.

## Werdegang
Brett Guthrie absolvierte im Jahr 1987 die US-Militärakademie in West Point. Danach war er bis 1990 Offizier in der United States Army, deren Reserve er bis 2002 angehörte. Nach seiner aktiven Militärzeit studierte er noch bis 1997 an der Yale University. Danach arbeitete er für die in Bowling Green ansässige Firma Trace Die Cast Inc., deren Vizepräsident er wurde.
Politisch schloss sich Guthrie der Republikanischen Partei an. Zwischen 1999 und 2008 saß er im Senat von Kentucky. Bei den Kongresswahlen des Jahres 2008 wurde er im zweiten Wahlbezirk von Kentucky in das US-Repräsentantenhaus in Washington, D.C. gewählt, wo er am 3. Januar 2009 die Nachfolge von Ron Lewis antrat, der nicht mehr kandidiert hatte. In seiner ersten Legislaturperiode war er Mitglied im Ausschuss für Bildung und Arbeit sowie im Ausschuss für Verkehr und Infrastruktur. In beiden Ausschüssen war er noch in jeweils drei Unterausschüssen vertreten. Seit 2011 gehörte er dem Ausschuss für Energie und Handel sowie drei Unterausschüssen an. Nach bisher acht Wiederwahlen in den Jahren 2010 bis 2024 kann er sein Amt bis heute ausüben. Seine aktuelle Legislaturperiode im Repräsentantenhaus des 119. Kongresses läuft bis zum 3. Januar 2027.
Brett Guthrie ist verheiratet und lebt privat in Bowling Green.